# Centauros de Portuguesa
Centauros de Portuguesa es un equipo profesional de baloncesto venezolano con sede en Guanare, estado Portuguesa. Compiten en la Conferencia Occidental de la Superliga Profesional de Baloncesto (SPB) y disputan sus partidos como locales en el Gimnasio Lara Figueroa.

## Historia
Fundado en marzo de 2020, fue uno de los equipos que debido al fin de la Liga Profesional de Baloncesto —la liga más importante del país— y la creación de la Superliga de Baloncesto, se unió como equipo de expansión a esta última en 2020. En esa primera participación llegó hasta semifinales donde cayó ante Spartans DC. En la segunda edición de la Superliga (2021) logró avanzar hasta la Súper Ronda, mientras que en la pasada Copa Superliga (2021), quedó eliminado en la ronda regular tras terminar con récord de 2-8.

## Pabellón
El gimnasio cubierto Lara Figueroa es un pabellón o gimnasio cubierto multiusos, ubicado en la ciudad de Guanare, estado Portuguesa. Con una capacidad aproximada de 2500 espectadores, y es la sede de Centauros.
El recinto fue reinaugurado para los XVII Juegos Deportivos Nacionales Llanos 2007, dond  se le efectuó el cambio de su fachada y fueron acondicionadas sus instalaciones internas, se construyeron dos baños, se instalaron 1286 sillas, se mejoró la construcción de los drenajes, se sustituyó el techo colocando láminas galvanizadas y se colocó un tabloncillo nuevo.

## Jugadores

### Plantilla 2023
| Num                       | Nac.                               | Jugador         | Pos  | Altura | Edad    |
| 2                         | Bandera de Venezuela               | Danny Arias     | AP   | 1,93 m | 26 años |
| 4                         | Bandera de la República Dominicana | Adris De León   | B    | 1,80 m | 38 años |
| 5                         | Bandera de Venezuela               | Júnior Martínez | A    | 2,00 m | 31 años |
| 7                         | Bandera de Venezuela               | Elder Giménez   | E    | 1,85 m | 31 años |
| 8                         | Bandera de Venezuela               | Héctor Díaz     | E    | 1,97 m | 30 años |
| 10                        | Bandera de Estados Unidos          | Delano Spencer  | E    | 1,91 m | 28 años |
| 12                        | Bandera de Venezuela               | Luis Germany    | A-AP | 1,95 m | 28 años |
| 13                        | Bandera de Venezuela               | Edixon Figueroa | B    | 1,87 m | 29 años |
| 22                        | Bandera de la República Dominicana | Jonathan Araujo | P    | 2,11 m | 26 años |
| 26                        | Bandera de Venezuela               | Douglas Rondón  | B    | 1,75 m | 27 años |
| 27                        | Bandera de Venezuela               | Miguel Bolívar  | P    | 2,05 m | 31 años |
| 51                        | Bandera de Venezuela               | Melvin Zambrano | A-AP | 1,93 m | 27 años |
| Entrenador: Alexis Cedres |                                    |                 |      |        |         |

## Palmarés
- Títulos de División (1): 2022.